# オナーアンドグローリー
オナーアンドグローリー（Honour and Glory）は、アメリカ合衆国生まれの競走馬、および種牡馬である。

## 経歴

### 競走馬時代
2歳時のに1995年にサラトガ競馬場で競走馬デビューし、デビュー戦で初勝利を挙げた。続くG1競走初出走となったフューチュリティステークスでは3着だったが、次のブリーダーズフューチュリティを制して重賞初勝利を挙げ、ブリーダーズカップ・ジュヴェナイルに挑んだが4着だった。
3歳となった1996年は、重賞1勝を含む3戦2勝2着1回でサンタアニタダービーに出走し2着となった。しかし肝心のケンタッキーダービーは18着という結果に終わったが、次のメトロポリタンハンデキャップを制してG1競走初勝利を挙げた。その後の勝利はG2を1勝しただけだったが、ヴォスバーグステークスでは2着となり、NYRAマイルハンデキャップで4着となったのを最後に競走馬を引退した。

### 引退後
1997年よりアッシュフォードスタッドで種牡馬入りし、2005年/2006年シーズンにはアルゼンチンのポム牧場にリースされ、アルゼンチンでも産駒が活躍している。
日本にも競走馬としての産駒が輸入され、ネームヴァリューが2003年の帝王賞を制すなど日本でも活躍馬を輩出している。
2018年、大腿骨の骨折に苦しんで死去した。

## 年度別競走成績
- 1995年 4戦2勝
  - 1着 ブリーダーズフューチュリティ（G2）
  - 3着 フューチュリティステークス（G1）
- 1996年 13戦4勝
  - 1着 サンラファエルステークス（G2）、メトロポリタン（G1）、キングスビショップハンデキャップ（G2）
  - 2着 サンヴィセンテステークス（G3）、サンタアニタダービー（G1）、アフェノメノンステークス（G2）、ヴォスバーグステークス（G1）、ブージャムハンデキャップ（G2）
  - 3着 ブリーダーズカップスプリント（G1）

## 主な産駒
- Caressing / カレシング（1998年生、2000年ブリーダーズカップ・ジュヴェナイルフィリーズ）
- ネームヴァリュー（1998年生、2003年TCK女王盃、大井記念、帝王賞）
- Honour Devil / オナーデビル（2005年生、2008年UAE2000ギニー、UAEダービー）

### 母父としての主な産駒
- ピサノエミレーツ（2005年生、2012年せきれい賞）
- オノユウ（2007年生、2009年エーデルワイス賞、栄冠賞、フローラルカップ）
- ダッシングブレイズ（2012年生、2017年エプソムカップ）
- ロンドンタウン（2013年生、2017年佐賀記念、エルムステークス、2018年コリアカップ）
- West Coast / ウエストコースト（2014年生、2017年トラヴァーズステークス、ペンシルベニアダービー）

## 血統表
| オナーアンドグローリーの血統（インテント系／Big Event 5×5=6.25%、War Relic 5×5=6.25%） | オナーアンドグローリーの血統（インテント系／Big Event 5×5=6.25%、War Relic 5×5=6.25%） | オナーアンドグローリーの血統（インテント系／Big Event 5×5=6.25%、War Relic 5×5=6.25%） | （血統表の出典）   | （血統表の出典） |
| 父 Relaunch 1976 芦毛                                                                  | 父の父In Reality 1964 鹿毛                                                             | Intentionally                                                                          | Intent             | Intent           |
| 父 Relaunch 1976 芦毛                                                                  | 父の父In Reality 1964 鹿毛                                                             | Intentionally                                                                          | My Recipe          |                  |
| 父 Relaunch 1976 芦毛                                                                  | 父の父In Reality 1964 鹿毛                                                             | My Dear Girl                                                                           | Rough'n Tumble     | Rough'n Tumble   |
| 父 Relaunch 1976 芦毛                                                                  | 父の父In Reality 1964 鹿毛                                                             | My Dear Girl                                                                           | Iltis              |                  |
| 父 Relaunch 1976 芦毛                                                                  | 父の母Foggy Note 1965 芦毛                                                             | The Axe                                                                                | Mahmoud            | Mahmoud          |
| 父 Relaunch 1976 芦毛                                                                  | 父の母Foggy Note 1965 芦毛                                                             | The Axe                                                                                | Blackball          |                  |
| 父 Relaunch 1976 芦毛                                                                  | 父の母Foggy Note 1965 芦毛                                                             | Silver Song                                                                            | Royal Note         | Royal Note       |
| 父 Relaunch 1976 芦毛                                                                  | 父の母Foggy Note 1965 芦毛                                                             | Silver Song                                                                            | Beadah             |                  |
| 母 Fair to All 1986 鹿毛                                                               | 母の父Al Nasr 1978 黒鹿毛                                                              | Lyphard                                                                                | Northern Dancer    | Northern Dancer  |
| 母 Fair to All 1986 鹿毛                                                               | 母の父Al Nasr 1978 黒鹿毛                                                              | Lyphard                                                                                | Goofed             |                  |
| 母 Fair to All 1986 鹿毛                                                               | 母の父Al Nasr 1978 黒鹿毛                                                              | Caretta                                                                                | Caro               | Caro             |
| 母 Fair to All 1986 鹿毛                                                               | 母の父Al Nasr 1978 黒鹿毛                                                              | Caretta                                                                                | Klainia            |                  |
| 母 Fair to All 1986 鹿毛                                                               | 母の母Gonfalon 1975 栗毛                                                               | Francis S.                                                                             | Royal Charger      | Royal Charger    |
| 母 Fair to All 1986 鹿毛                                                               | 母の母Gonfalon 1975 栗毛                                                               | Francis S.                                                                             | Blue Eyed Momo     |                  |
| 母 Fair to All 1986 鹿毛                                                               | 母の母Gonfalon 1975 栗毛                                                               | Grand Splendor                                                                         | Correlation        | Correlation      |
| 母 Fair to All 1986 鹿毛                                                               | 母の母Gonfalon 1975 栗毛                                                               | Grand Splendor                                                                         | Cequillo F-No.16-a |                  |

- 母Fair to Allの半兄に日本に種牡馬として輸入されたオジジアン（父Damascus）がいる。